# 竹内進二
竹内 進二（たけうち しんじ）は、日本のアニメーター、キャラクターデザイナー、イラストレーター。Wish所属。
スタジオ座円洞を経て、現在はWishで活躍。

## 作品

### テレビアニメ
1988年
- 超神マスターフォース（動画）

1990年
- 三つ目がとおる（1990年 - 1991年、原画）
- ちびまる子ちゃん（第1期、1990年 - 1992年、原画）

1991年
- DRAGON QUEST -ダイの大冒険-（1991年 - 1992年、原画）

1992年
- クレヨンしんちゃん (1992年 - 、原画)

1993年
- 平成イヌ物語バウ（1993年 - 1994年、原画）
- SLAM DUNK（1993年 - 1996年、原画）

1994年
- キャプテン翼J（1994年 - 1995年、原画）

1996年
- 機動戦艦ナデシコ（1996年 - 1997年、原画）

1997年
- 白鯨伝説（1997年 - 1999年、原画）
- 超特急ヒカリアン（1997年 - 2000年、原画）

1998年
- ジェネレイターガウル（原画）
- ルパン三世 炎の記憶〜TOKYO CRISIS〜（原画）
- 時空転抄ナスカ（原画）
- デビルマンレディー（1998年 - 1999年、原画）

1999年
- スージーちゃんとマービー（1999年 - 2000年、作画監督）

2000年
- 無限のリヴァイアス（2000年 - 2001年、原画）

2001年
- ジーンシャフト（作画監督）
- 地球少女アルジュナ（制作進行）
- テイルズ オブ エターニア THE ANIMATION（OP原画）
- ヴァンドレッド the second stage（原画）
- シャーマンキング（2001年 - 2002年、作画監督）

2002年
- 朝霧の巫女（作画監督）
- アベノ橋魔法☆商店街（作画監督）
- Witch Hunter ROBIN（作画監督、作監補佐、レイアウト、原画）
- 円盤皇女ワるきゅーレ（作画監督）
- 攻殻機動隊 STAND ALONE COMPLEX（原画）
- ラーゼフォン（原画）
- アソボット戦記五九（2002年 - 2003年、作画監督）
- ヒートガイジェイ（2002年 - 2003年、作画監督）

2003年
- WOLF'S RAIN（原画）
- D.C. 〜ダ・カーポ〜（作画監督）
- 出撃!マシンロボレスキュー（2003年 - 2004年、作画監督）
- 鋼の錬金術師（2003年 - 2004年、原画）
- プラネテス（2003年 - 2004年、作画監督）

2004年
- 鉄人28号（原画）
- サムライチャンプルー（2004年 - 2005年、作画監督）
- 焼きたて!!ジャぱん（2004年 - 2006年、作画監督）

2005年
- CLUSTER EDGE（2005年 - 2006年、作画監督）

2006年
- 銀魂（2006年 - 2010年、キャラクターデザイン、総作画監督、作画監督）

2009年
- 真マジンガー 衝撃! Z編（キャラクターデザイン）

2010年
- 名探偵コナン（オープニング原画）

2011年
- 放浪息子（原画）
- 銀魂'（2011年 - 2012年、キャラクターデザイン、総作画監督、作画監督）

2012年
- イクシオン サーガ DT（2012年 - 2013年、キャラクターデザイン、総作画監督）
- 銀魂'延長戦（2012年 - 2013年、キャラクターデザイン、総作画監督）

2014年
- ナンダカベロニカ（キャラクターデザイン、総作画監督、作画監督）
- FAIRY TAIL（第2期、2014年 - 2016年、キャラクターデザイン（佐野聡彦と共同））

2015年
- 銀魂゜（2015年 - 2016年、キャラクターデザイン、総作画監督、作画監督）

2016年
- ヘボット!（サブデザイン）
- CHEATING CRAFT（ゲスト試験官デザイン）

2017年
- 銀魂.（2017年 - 2018年、キャラクターデザイン、総作画監督）

2018年
- FAIRY TAIL（第3期、2018年 - 2019年、キャラクターデザイン（佐野聡彦と共同））

2021年
- 半妖の夜叉姫（作画監督）
- かなしきデブ猫ちゃん（キャラクターデザイン）

2022年
- 後宮の烏（キャラクターデザイン）

2025年
- 3年Z組銀八先生（キャラクターデザイン、総作画監督）

### 劇場アニメ
1989年
- ひみつのアッコちゃん 海だ! おばけだ!! 夏祭り（動画）

1993年
- クレヨンしんちゃん アクション仮面VSハイグレ魔王（原画）
- Dr.スランプ アラレちゃん んちゃ!ペンギン村はハレのち晴れ（原画）
- Dr.スランプ アラレちゃん んちゃ!ペンギン村より愛をこめて（原画）

1997年
- クレヨンしんちゃん 暗黒タマタマ大追跡（原画）

2000年
- デジモンアドベンチャー02 前編・デジモンハリケーン上陸!!／後編・超絶進化!!黄金のデジメンタル（原画）

2002年
- デジモンアドベンチャー02 ディアボロモンの逆襲（原画）

2003年
- 映画 犬夜叉 天下覇道の剣（原画）

2004年
- 映画 犬夜叉 紅蓮の蓬莱島（作画監督）
- ゴジラ FINAL WARS（原画）

2010年
- 劇場版 銀魂 新訳紅桜篇（キャラクターデザイン、総作画監督、作画監督）

2013年
- 劇場版 銀魂 完結篇 万事屋よ永遠なれ（キャラクターデザイン、総作画監督、作画監督）

2019年
- 劇場版シティーハンター 〈新宿プライベート・アイズ〉（作画監督）

2021年
- 銀魂 THE FINAL（キャラクターデザイン、総作画監督）

### OVA
1997年
- 勇者指令ダグオン 水晶の瞳の少年（原画）

1998年
- 真ゲッターロボ 世界最後の日（原画）
- ジオブリーダーズ 魍魎遊撃隊 File-X ちびねこ奪還（原画）

1999年
- サクラ大戦 轟華絢爛（原画）
- 菜々子解体診書（原画）

2000年
- ブラック・ジャック（原画）
- 創世聖紀デヴァダシー（作画監督）

2001年
- 真ゲッターロボ対ネオゲッターロボ（原画）

2013年
- やはりゲームでも俺の青春ラブコメはまちがっている。（特典OVA、原画）

### その他
- 大須のぶーちゃん（2019年、作画監督）